# Lari Basilio
Larissa Basilio (São Paulo, 23 de junio de 1988) es una guitarrista brasileña, ganadora de la categoría instrumental del Samsung E-Festival en 2014 y por ser la primera y única mujer en participar en el álbum JTC, Guitar Hero Ballads 2 con su canción "Redeemed" y en la exhibición G4 Experience, en 2019.
Tiene la habilidad de decirlo todo en sus melodías. Con un estilo melódico, sí, pero también poderoso, no pierde oportunidad de mostrar su peculiar manera de tocar ocultando la plumilla entre los dedos cuando no la necesita y regresando a ella mediante un juego de dedos que nos recuerda a esos expertos crupier de las vegas.
En entrevista nos confiesa que nunca ha sentido la necesidad de colocar letra a sus canciones, nos dice «Intento que la música tenga su propio discurso, que lo diga todo, e incluso vaya más allá de las palabras» , dando como referencia la última canción de su EP homónimo titulada “Do you need words”.
En sus álbumes ha impreso un sello personal, un estilo que comienza a ser reconocido por los pesos pesados de la guitarra. De hecho, ese sello personal hizo que Joe Satriani Le enviara un Correo, invitandola a participar en el Especial G4 Experience V5 denominado “Rocks The Desert”.

## Biografía
Lari Basilio nació en una familia de músicos en São Paulo, Brasil, el 23 de junio de 1988.
A los 4 años empezó a estudiar órgano y luego, a los 8 años, su padre le enseñó los primeros a despertar con la guitarra, fue entonces cuando se enamoró de la guitarra. No tenía guitarra propia; por las tardes tocaba con su grupo de la iglesia y decía «Esperaba con ansia que llegara la hora de tocar, ese era mi momento más feliz del día»
En 2011, Lari comienza a componer para su primer trabajo instrumental  (EP) Lari Basilio , que contó con la participación de Felipe Andreoli, bajista de Banda Angra. Este primer trabajo instrumental fue producido por Lampadinha, cinco veces ganadora del Latin Grammy.
Lari fue perfeccionando su técnica; la primera mitad de su carrera de forma autodidacta y después con maestros particulares, entre ellos Djalma Lima, uno de los más destacados guitarristas del Brasil.
Además de guitarrista es abogada. Aunque nunca ejerció, deseaban darle esa satisfacción a su padre, quien también es abogado y amante de la música.
Su segundo trabajo de autor, el  CD y DVD “The sound of my room”, fue lanzado en agosto de 2015 en el  Cine Belas Artes de São Paulo . “La idea de llevar la música de guitarra instrumental a un cine resultó ser una iniciativa con respecto a las composiciones de Lari”, dijo la Revista Guitar Player Brasil en su edición de octubre de 2015 . El material contiene 10 pistas, incluido un mini documental y metraje detrás de escena de la grabación del DVD.
Su hermano menor, Joe Basilio, también es un guitarrista de los que hay que ver y escuchar. Ha colaborado con ella en sus primeros dos álbumes. Cuando tocan juntos transmiten una sensación de ser los mejores amigos.
Lari fue la ganadora de la categoría instrumental del Samsung E-Festival en 2014 y actuó para una audiencia de 15.000 personas junto a Keb' Mo' y Quinn Sullivan en el Samsung Best of Blues Festival en el Parque Ibirapuera de São Paulo. Lari también abrió las clínicas de guitarra para Paul Gilbert y Andy Timmons  y actuó como artista invitada en el Festival de Guitarra de Malibu en 2017, en California, EE. UU., Donde tocó con Steve Vai
Lari también fue invitada por Joe Satriani para ser una de las artistas en G4 Experience 2019 , convirtiéndose en la primera mujer en participar en el evento.
Su álbum más reciente, "Far More" , fue grabado en Capitol Studios en Los Ángeles, California. Con nueve pistas, el nuevo álbum contó con músicos legendarios: Nathan East (bajo), Vinnie Colaiuta (batería) y Greg Phillinganes (teclados y pianos). El nuevo trabajo también cuenta con apariciones especiales de Joe Satriani (en la pista Glimpse of Light) y Siedah Garrett (en la pista Man in The Mirror, con un nuevo arreglo compuesto por Lari) .
De su terruño siempre ha sentido una profunda admiración por el ex guitarrista de Supla, Edu Ardanuy, y el exquisito del progresivo brasileño Juninho Afram.
Si algo tiene muy claro esta artista brasileña es que el camino de la música no es sencillo y menos cuando existen todavía serias diferencias de género. Confiesa que en algunas ocasiones ha sentido esa distinción por ser mujer en un escenario dominado principalmente por guitarristas masculinos, pero manifiesta que se siente muy confiada en el radical cambio de rumbo que está dando el panorama, se siente orgullosa de ver a personajes como Jennifer Batten y Orianthi Panagaris —entre muchas otras– haber dominado el escenario —en el caso de Batten— y ganar terreno poco a poco, como es el caso de Panagaris. Por cierto, que no descarta tocar con alguna de ellas, algo que podría ocurrir en cualquier momento.

## Discografía

### 2012: Lari Basilio EP.
Canciones:
1. Walking by Faith
2. Gold
3. Musicatele
4. Hey brother!
5. Do you need words??[4]

### 2015: The sound of my room
Canciones:
1. Espereanza
2. Moving on
3. Plenitude
4. Revolution
5. Two-Trick
6. Hey Charlie!
7. Dance with me
8. New time
9. Walking by faith (Acoustic)
10. The sound of my room[5]

### 2019: Far more
1. Glimpse of light (feat. Joe Satriani)
2. California waves
3. Not alone
4. Man in the mirror (feat. Sideah Garrett)
5. Far more
6. A million words
7. Redeemed
8. Violet
9. Sempre conmigo[6]

### 2022: Your love
1. Fearless
2. Alive and living
3. Your love
4. Here for you
5. Running to the other side
6. Novo
7. Golden hour
8. All to you
9. It's all right
10. It's been a while[7]

### 2025: Redemption
1. The Way Home
2. Seasons
3. Redemption
4. Bliss
5. Dear D
6. New Chapter
7. Seven
8. Heartbeat
9. Summertime
10. The Fighter
11. Forever